# George Mearns
George Mearns (Westerly, 18 aprile 1922 – Rockport, 27 dicembre 1997) è stato un cestista statunitense, professionista nella BAA.